# 白向银
白向银（1917年3月—2009年12月2日），陕西省清涧县人，中华人民共和国政治人物。

## 生平
1937年，任少共陕甘省委书记。1938年12月至1940年8月，任青救会主席、青委书记。1943年2月至1945年4月，任中共华池县委书记。1948年，任中共吴堡县委书记，后任西北局工作团团长。中华人民共和国成立后，任中共陕北区绥德地委副书记。1961年1月至1965年11月，任对外贸易部副部长。1965年8月，任建筑材料工业部第一副部长。1970年6月，任国家基本建设委员会革命委员会副主任。1975年10月，任国家基本建设委员会副主任，兼任国家建筑材料工业总局局长。1979年3月至1982年5月，任建筑材料工业部副部长。2009年去世。